# Скопско българско девическо училище
Българското девическо училище в Скопие, тогава в Османската империя, е открито в 1864 година и се развива като пълно основно училище. От учебната 1880/1881 година започва развитието му като класно училище, в 1902/1903 година вече е петкласно училище. Последният му випуск е от 1911/1912 година; по това време в него има стопански отдел и два горни педагогически класа.  

## История
Първата учителка е Евка Петрова от Велес. За 4 – 5 години то успява да се развие и става пълно основно училище. Има една учителка, издържана от църковното настоятелство. Първоначално ученичките са 10 – 15.
Училището се превръща в класно с откриването на първи клас за учебната 1880/1881 година. Учителка е Тима Икономова от Велес. Броят на ученичките достига 45.
През учебната 1901/1902 година училището е четирикласно. То се превръща в петкласно от следващата учебна година (1902/1903).
Последната учебна  година е 1911/1912. По това време Девическото училище се състои от прогимназия с 3 класа – I, II и III, стопански отдел с 2 курса – долен и горен, и два горни педагогически класа – IV и V. Общият брой на ученичките е около 130.

## Преподаватели
През учебната 1901/1902 година управител на девическото училище е Иван Благоев, който преподава български език, физика и антропология. Учители са Люба Кюпева (френски език, ръкоделие и рисуване), Славка Чакърова (аритметика, български език и краснопис), Елена Петкова (история, геометрия, закон Божи и география), Димитър Галев (педагогика), Н. Икономова (география, естествени науки, ръкоделие, закон Божи, рисуване и пеене), Никола Янишлиев (пеене, химия, минералогия, антропология).
През учебната 1902/1903 година преподават учителките Люба Кюпева, Славка Чакърова, Н. Божова (активни участнички в революционната организация), Елена Петкова  и учителите от мъжкото училище отец Протасий (закон Божи), Димитър Галев (педагогика), Никола Янишлиев (пеене, химия, минералогия) и Христо Николов (френски).
Учебната 1911/1912 година е с преподаватели Иван Благоев, Михаил Тодоров, Тодор И. Черваров, Фания Мързенска, Люба Зафирова, Перса Тополова, Ана Иванова, Милко Ахчиев и Спиро Стефанов.

## Документи
- Писмо до българския екзарх за учителите и разпределението на часовете, 1901/1902, с. 1
- Писмо до българския екзарх за учителите и разпределението на часовете, 1901/1902, с. 2
- Писмо до българския екзарх за учителите и разпределението на часовете, 1901/1902, с. 3
- Писмо до българския екзарх за учителите и разпределението на часовете, 1901/1902, с. 4
- Писмо до българския екзарх, 1902 г., с. 1
- Писмо до българския екзарх, 1902 г., с. 2 – разпределение на часовете
- Писмо до българския екзарх, 1902 г., с. 3
- Писмо до българския екзарх, 1902 г., с. 4